# We Are The Mess
We Are the Mess es el segundo álbum de larga duración de la banda alemana de electronicore, Eskimo Callboy. El álbum fue lanzado el 10 de enero de 2014 bajo el sello Redfield Records.

## Historia
Este material discográfico de Eskimo Callboy fue enteramente producido por Kristian Kohlmannslehner. En el álbum aparecen dos artistas colaborando en la séptima canción "Jagger Swagger", BastiBasti de la banda Callejón y el fundador y excantante de la banda Hollywood Undead, Deuce.
"We Are The Mess" fue lanzado para iTunes y Spotify . La discográfica subió a su cuenta de Youtube la versión normal del álbum para poder ser escuchado por dicha plataforma.

## Lista de canciones
Edición Estándar

| N.º | Título                                               | Duración |  |
| 1.  | «CSTRP»                                              | 1:17     |  |
| 2.  | «We Are The Mess»                                    | 3:11     |  |
| 3.  | «Party At The Horror House»                          | 3:34     |  |
| 4.  | «Blood Red Lips»                                     | 3:36     |  |
| 5.  | «Never Let You Know»                                 | 3:20     |  |
| 6.  | «#elchtransformer»                                   | 1:22     |  |
| 7.  | «Jagger Swagger» (con BastiBasti (Callejón) y Deuce) | 3:21     |  |
| 8.  | «Ghosts Of The Night»                                | 3:28     |  |
| 9.  | «Final Dance»                                        | 3:25     |  |
| 10. | «Voodoo Circus»                                      | 3:14     |  |
| 11. | «Broadway's Gonna Kill Us»                           | 3:45     |  |
| 12. | «RXL»                                                | 0:57     |  |

Edición para iTunes

| N.º | Título                | Duración |  |
| 13. | «Final Dance (Remix)» | 3:20     |  |

Edición Japonesa

| N.º | Título                          | Duración |  |
| 13. | «Never Let You Know (Acoustic)» | 3:30     |  |
| 14. | «We Are the Mess (Remix)»       | 3:10     |  |
| 15. | «Is Anyone Up? (Remix 2014)»    | 4:10     |  |

'Edición Especial

| N.º | Título                          | Duración |  |
| 13. | «Never Let You Know (Acoustic)» | 3:30     |  |

## Posiciones
| Year | Title           | Peak positions | Peak positions |
| Year | Title           | GER            | AUT            |
| ---- | --------------- | -------------- | -------------- |
| 2014 | We Are the Mess | 8              | 64             |

## Músicos

### Eskimo Callboy
- Sebastian "Sushi" Biesler – Voz
- Kevin Ratajczak – Voz, Teclados
- Daniel "Danskimo" Haniß – Guitarra
- Pascal Schillo – Guitarra
- Daniel Klossek – Bajo
- David Friedrich – Batería

Músicos invitados
- Deuce (Ex-Hollywood Undead)– voces adicionales en "Jagger Swagger"
- BastiBasti (Callejón) – colaborador en "Jagger Swagger"